# اژدهای مهربان من
اژدهای مهربان من یا اژدهایان فلوری (انگلیسی: Florrie's Dragons) یک مجموعه انیمیشن کودکانه است که توسط ویش فیلمز و کلوکورک زو تولید و توسط استودیو ۱۰۰ انیمیشن ساخته شده است. این سریال بر اساس کتابی برای کودکان به نام اژدهای عزیز ساخته شده است. این مجموعه توسط آن ورومبو، خالق باغ‌وحش خیابان ۶۴، که مجموعه مربوط به آن است، ایجاد شد. این سریال عمدتاً در دیزنی جونیور در بریتانیا پخش شد.

## خلاصه داستان
داستان دربارۀ پرنسس فلوری و پنج اژدهای اوست که به حل یک مشکل به آن‌ها کمک می‌کند و ایده‌های خلاقی دارد.

## شخصیت‌ها
- پرنسس فلوری - شخصیت اصلی سریال. او یک شاهزاده خانم کوچک است و در قلعه زندگی می‌کند. او یک تاج طلایی روی سر، موهای قهوه‌ای با کک و مک، پوست روشن، لباس سرخابی و زرد با یک جفت کفش سرخابی دارد
- پاپریکا - نانوا. او عاشق پختن است. او حتی برای جشن‌ها نان می‌پزد.
- فردیناند - پادشاه. او دوست دارد که مسئول قلعه باشد. او حتی فهرستی از جشن‌ها تهیه می‌کند.
- کاسیمیر - جادوگر. او عاشق جادو کردن است. او می‌تواند از دیگ هر چیزی درست کند.
- راتل - یک ربات شوالیه کوچک که هر بار که حرکت می‌کند صدای تق‌تق می‌دهد.

### اژدهایان
- اژدهای عزیز - دستیار فلوری. او می‌تواند حباب‌ها را بتراکند.
- توت-توت - اژدهایی که می‌تواند با دماغش شیپور بزند.
- اسپلیش-اسپلش - اژدهایی که آب را دوست دارد و می‌تواند امواج زیبا درست کند.
- پوم و پوم - اژدهایان دوقلو.
- زوم-زوم - اژدهایی که فوق‌العاده سریع پرواز می‌کند.